# Cerkev sv. Jedrti, Pavlova vas
Cerkev sv. Jedrti v Pavlovi vasi je podružnična cerkev Župnije Pišece.
Cerkev, ki je posvečena sveti Jedrti Nivelski, je bila zgrajena leta 1594 in je tako najstarejša cerkev v župniji. Cerkev stoji v severnem zaselku vasi na nadmorski višini 476 metrov, ob cesti, ki pelje v osrčje Orliškega pogorja do Kerinovega križa, kjer se razcepi bodisi proti Osredku pri Podsredi in naprej Gradu Podsreda bodisi proti Svetimi Gorami.
Ima pravokotno zaključen prezbiterij z ozkim, poglobljenim in polkrožno zaključenim oknom, ki kaže na najstarejše, verjetno še srednjeveško jedro stavbe, ki mu je pripadal tudi del ladje z zazidanim polkrožnim portalom na južni steni. Iz druge stavbne faze so banjasti oboki s sosvodnicami in bočno postavljeni spodnji del zvonika, ki je bil v 19. stoletju nadzidan. Sedanja ladja je bila naknadno podaljšana v enotno ravnino z zvonikom.
Ustno izročilo izročilo pravi, da so cerkev trikrat dozidavali. Leta 1988 so na cerkvi potekala obnovitvena dela, ob katerih so na južni strani ladje naleteli na gotski stranski vhod. Prvotno je bila samo kapelica, to je sedanji prezbiterij, in zvonik nad zakristijo. Potem ji je bila prizidana ladja s sedanjim zvonikom na stebrih. Franc Pikelc, sovaščan, je dal za časa župnikovanja Ferdinanda Ramorja leta 1870 prostor pod zvonikom obokati in stebre zazidati z zidom, kar je ostalo nespremenjeno do danes.
Leta 1987 so okoli cerkve z buldožerjem zravnali teren, naslednje leto pa naredili novo streho, fasado in prebarvali zvonik. Malo nad cerkvijo stoji kapelica svetega Antona Padovanskega, za katero se je izkazalo, da nima lastnika, tako da so tudi njo obnovili, ji nadeli fasado in bakreno streho. Obnovili so kip in ga s kovanim železom zavarovali.
Obnova notranjosti se je začela pred nekaj leti in še ni povsem zgotovljena. Kupljen je bil tudi nov zvon.